# جواو ماركوس أندرادي
جواو ماركوس أندرادي (25 مايو 1985 - ) هو لاعب كرة قدم برازيلي في مركز الظهير. لعب مع نادي بوافيشتا.